# Anna Kingsfordová
Anna Kingsfordová, rozená Bonusová (16. září 1846 Londýn  – 22. února 1888 Londýn) byla britská lékařka, publicistka a aktivistka za práva žen a proti týrání zvířat.

## Životopis
Narodila se v zámožné obchodnické rodině, byla nejmladší z dvanácti dětí. V dětství projevovala všestranné nadání a sklon k mystickým vizím, ve třinácti letech napsala román o pronásledování křesťanů v císařském Římě. V roce 1867 se provdala za svého bratrance, anglikánského pastora Algernona Godfreya Kingsforda, měli jednu dceru jménem Eadith a žili ve vesnici Atcham v Shropshire. V roce 1870 konvertovala k římskokatolické církvi.
Vydala naučné spisy Health, beauty, and the toilet, Letters to ladies from a lady doctor a The perfect way or the Finding of Christ, sbírku básní River Reeds a autobiograficky laděný román In My Lady’s Chamber (pod pseudonymem Colossa). Spolu s Frances Power Cobbeovou vydávala časopis The Lady's Own Paper, vedla také intenzivní přednáškovou činnost. Usilovala o to, aby ženy měly volební právo, mohly nakládat se svým majetkem a svobodně si vybírat vzdělání a povolání. Požadovala také zákaz štvanic na zvěř a vivisekce, propagovala vegetariánství a abstinenci. V roce 1880 se stala jednou z prvních anglických promovaných lékařek, i když se během studia odmítala zúčastnit pokusů na zvířatech. V Londýně provozovala lékařskou praxi, oblíbenou zejména u žen, které obtížně komunikovaly s mužskými doktory. Pohybovala se v teosofických kruzích, nesdílela však jejich odklon od křesťanství a v roce 1884 založila Hermetickou společnost, z níž později vznikl Hermetický řád Zlatého úsvitu. Jejím nejbližším spolupracovníkem byl Edward Maitland, který napsal její biografii.
Její náboženská exaltovanost se prolínala s odporem k násilí na zvířatech, které považovala za projev utlačitelského patriarchátu. Označila Clauda Bernarda za černého mága a po jeho smrti tvrdila, že ho sama zahubila svým soustředěným spirituálním úsilím. Osobně také vyhrožovala Louisi Pasteurovi.
Celý život se potýkala s chatrným zdravím, zemřela ve věku 41 let na tuberkulózu.